# Rich Chernomaz
Richard „Rich“ Michael Chernomaz (* 1. September 1963 in Selkirk, Manitoba) ist ein ehemaliger kanadischer Eishockeyspieler und derzeitiger -trainer, der ab der Spielzeit 2025/26 die Düsseldorfer EG aus der DEL2 als Cheftrainer betreuen wird. Er ist neben DEL-Rekordtrainer Don Jackson der einzige Trainer, der mit zwei verschiedenen Vereinen Deutscher Meister in der Deutschen Eishockey Liga wurde.

## Karriere

### Als Spieler
Rich Chernomaz begann seine Profikarriere 1979 in der Western Hockey League bei den Saskatoon Blades. Nach zwei Jahren in der Nachwuchsliga, wo er auch für die Victoria Cougars spielte, wurde er von den Colorado Rockies im NHL Entry Draft 1981 an insgesamt 26. Stelle ausgewählt. 1981 gewann er mit den Cougars die Meisterschaft in der WHL. Im Verlauf der Saison 1981/82 erhielt der Mittelstürmer erste Einsätze bei den Rockies, jedoch konnte er sich in der NHL nie als Stammspieler etablieren. So verbrachte er die nächsten Jahre im Wechsel zwischen den in New Jersey Devils umbenannten Rockies, für die er vereinzelte Einsätze erhielt, und deren AHL-Farmteam, den Maine Mariners. 1984 gewann Chernomaz mit den Mariners die Meisterschaft der AHL, den Calder Cup. 1987 wurde Chernomaz zu den Calgary Flames transferiert, aber auch hier absolvierte er nur einige Spiele für das NHL-Team und kam hauptsächlich in deren IHL-Team in Salt Lake City zum Einsatz. Dort gehörte er stets zu den Topscorern, obwohl er wie auch bei seinen vorigen Stationen viele Strafzeiten erhielt. In der Spielzeit 1987/88 führte er das Team zum Gewinn der Play-offs, ein Jahr später erreichte man erneut das Endspiel, unterlag dort aber in fünf Spielen.
Zur Saison 1993/94 wechselte er zu den St. John’s Maple Leafs zurück in die AHL, wo er zwei Jahre spielte und einen neuen Vereinsrekord in Bezug auf Scorerpunkte pro Spielzeit aufstellte. Aufgrund seiner 110 Punkte in der Saison 1993/94 wurde er außerdem zum besten Spieler des Jahres in der AHL gewählt. 1995 nahm er für das Team Kanada an der Weltmeisterschaft teil und gewann mit der Mannschaft die Bronzemedaille. Zur Spielzeit 1995/96 nahm er ein Angebot der Schwenninger Wild Wings aus der DEL an, wo der Angreifer zwar stets zu den Topscorern gehörte, mit denen er aber nur im ersten Jahr in die Play-offs einzog. 1999 beendete Chernomaz seine aktive Karriere.
Aufgrund seiner harten und körperbetonten Spielweise erhielt Chernomaz bereits in den frühen Jahren seiner Karriere den Spitznamen Axt von Manitoba.

### Als Trainer
Die Trainerkarriere von Rich Chernomaz begann noch während seiner aktiven Zeit als Spieler. Von 1993 bis 1995 agierte er bei den St. John’s Maple Leafs nicht nur als Stürmer, sondern auch als Assistent der Cheftrainer Marc Crawford und Tom Watt. Sein erstes Engagement als hauptverantwortlicher Trainer nahm er 1999 bei den Schwenninger Wild Wings an, die er zwei Jahre lang trainierte. Zur Saison 2001/02 wurde er Assistent von Lance Nethery bei den Kölner Haien. Nach dessen Entlassung im Frühjahr 2002 übernahm der Kanadier das Amt des Trainers und führte den KEC in die Play-offs und zur deutschen Meisterschaft. Da jedoch bereits Hans Zach als Trainer der Haie zur Spielzeit 2002/03 feststand, wechselte Chernomaz zu den Augsburger Panthern und zur Saison 2003/04 zu den Frankfurt Lions. Die Lions waren im Vorjahr sportlich aus der DEL abgestiegen, blieben durch die finanziell bedingte Zwangsrelegation der Schwenninger Wild Wings aber in der DEL.
Chernomaz gewann überraschend in seiner ersten Saison in Frankfurt den Titel, seine zweite Meisterschaft als Trainer. Im darauf folgenden Jahr beendeten die Lions die Vorrunde als Tabellenerster, scheiterten jedoch im Play-off-Halbfinale an Mannheim. In der Spielzeit 2005/06 verpasste Chernomaz mit den Frankfurtern die Play-offs. Als die Lions kurz vor Weihnachten 2006 ihren Manager Karl-Heinz Fliegauf entließen, übernahm Chernomaz auch dessen Aufgaben; zur Saison 2007/08 wurde Dwayne Norris, als aktiver Spieler unter Chernomaz 2002 in Köln und 2004 in Frankfurt Deutscher Meister, neuer Manager der Lions. Nach dem Ausschluss der insolventen Lions aus der DEL vor Beginn der Saison 2010/11 übernahm Chernomaz kurz nach Saisonstart beim ERC Ingolstadt den Cheftrainerposten des entlassenen Greg Thomson. Ende 2012 wurde Chernomaz von den Ingolstädtern entlassen. Im April 2013 kehrte er an seine alte Wirkungsstätte nach Frankfurt am Main zurück, wo er den Posten als Sportdirektor der Löwen Frankfurt übernahm. Am 21. Dezember 2015 wurde Chernomaz zusätzlich zu seinen Amt als Sportdirektor Nachfolger des zuvor von seinen Aufgaben entbundenen Trainers Tim Kehler. Ab Juni 2016 bildete er das sportliche Führungsgespann bei den Löwen mit Trainer Paul Gardner. Kurz vor Weihnachten 2017 endete Chernomaz' Tätigkeit in Frankfurt. Der Verein gab bekannt, den im April 2018 auslaufenden Vertrag nicht zu verlängern und Chernomaz mit sofortiger Wirkung freizustellen, „damit im sportlichen Bereich keine Irritation über Zuständigkeiten entstehen und die sportliche Kaderplanung weiter vorangetrieben wird“, hieß es seitens der Klubführung. In Bezug auf Chernomaz Amtszeit in Frankfurt ließ die Löwen-Führung verlauten: „Wir ziehen im sportlichen Bereich ein positives Resümee, wollen jedoch das Spektrum der Arbeitsbereiche des Löwen-Sportdirektors weiterentwickeln und neue Impulse setzen.“ In Chernomaz' Amtszeit bei den Löwen fiel unter anderem der Gewinn der DEL2-Meisterschaft in der Saison 2016/17. 
Bis Mitte Januar 2019 war er neun Monate lang Cheftrainer der Nottingham Panthers in der britischen Elite League. Bei seiner Entlassung in Nottingham stand er mit seiner Mannschaft auf dem dritten Tabellenplatz, hatte aber die vorangegangenen vier Spiele verloren. Von 5. Februar 2019 bis Ende April 2019 war Chernomaz Trainer des EV Ravensburg aus der DEL2. Er führte Ravensburg Ende April 2019 zum Gewinn des Meistertitels in der DEL2, in der Endspielserie setzte man sich gegen seinen früheren Arbeitgeber Frankfurt durch. Nachdem die Towerstars bereits Mitte Januar 2019 den Finnen Tomek Valtonen für die Saison 2019/20 unter Vertrag genommen hatten, verließ Chernomaz Ravensburg nach dem Titelgewinn wieder. Bereits im November 2019 kehrte er nach der Beurlaubung Valtonens an seine alte Wirkungsstätte zurück und unterschrieb bei den Ravensburg Towerstars einen Vertrag bis 2021. Neben seiner Tätigkeit als Cheftrainer war Chernomaz zusammen mit Geschäftsführer Rainer Schan für die Zusammenstellung des Kaders verantwortlich. Die zweite Amtszeit in Ravensburg endete im Februar 2021, als Chernomaz nach einer Niederlagenserie von seinen Aufgaben entbunden wurde.
Im Dezember 2022 erhielt Chernomaz ein Angebot des EHC Bayreuth aus der DEL2. Er übernahm den Trainerposten von Marc Vorderbrüggen, der wieder in seine vorherige Rolle als Co-Trainer zurückkehrte. Allerdings konnte der Kanadier den Abstieg der Bayreuther nicht verhindern. Er blieb allerdings im Amt. Im Verlauf der Saison 2023/24, in der der EHC Insolvenz anmelden musste, wurde er im Februar 2024 bis zum Saisonende an den DEL2-Teilnehmer EC Bad Nauheim ausgeliehen, nachdem diese ihren Cheftrainer Harry Lange entlassen hatten. Mit Bad Nauheim schied Chernomaz in den Pre-Playoffs aus.
Am 4. Mai 2025 gab die Düsseldorfer EG die Verpflichtung von Chernomaz bekannt, er unterschrieb einen Vertrag bis 2027.

## Erfolge und Auszeichnungen
| - 1983 WHL First All-Star Team - 1984 Calder-Cup-Gewinn mit den Maine Mariners - 1988 Turner-Cup-Gewinn mit den Salt Lake Golden Eagles - 1988 IHL Second All-Star Team - 1991 IHL Second All-Star Team - 1994 AHL First All-Star Team - 1994 Les Cunningham Award | - 1995 Teilnahme am AHL All-Star Classic - 2002 Deutscher Meister mit den Kölner Haie (als Cheftrainer) - 2004 Deutscher Meister mit den Frankfurt Lions (als Cheftrainer) - 2004 DEL-Trainer des Jahres - 2005 DEL-Trainer des Jahres - 2017 Meister in der DEL2 mit den Löwen Frankfurt (als Sportdirektor) - 2019 Meister in der DEL2 mit den Ravensburg Towerstars (als Cheftrainer) |

### International
- 1995 Bronzemedaille bei der Weltmeisterschaft

## Statistik als Spieler
- NHL: 51 Spiele, 9 Tore, 7 Vorlagen, 18 Strafminuten
- DEL: 197 Spiele, 74 Tore, 163 Vorlagen, 596 Strafminuten
- AHL: 457 Spiele, 167 Tore, 243 Vorlagen, 716 Strafminuten
- IHL: 494 Spiele, 226 Tore, 324 Vorlagen, 1127 Strafminuten